# Sphaerodeltis psammoleuca
Sphaerodeltis psammoleuca là một loài bướm đêm trong họ Crambidae.